# Live at the BBC (Pentangle)
Live at the BBC è un album dei Pentangle, pubblicato dalla Band of Joy/Windsong Records nel 1995. Il disco fu registrato nelle date indicate nella lista tracce. Nel 1997 l'etichetta Strange Fruit Records pubblicò su CD gli stessi identici brani, ma con copertina e titolo differente (On Air). 

## Tracce
1. Cuckoo Song – 2:58 (Brano tradizionale, arrangiamenti di B. Jansch, D. Thompson, J. McShee, J. Renbourn, T. Cox) – Registrato in sessione alla BBC Radio il 18 agosto 1969
2. Hunting Song – 7:06 (Bert Jansch, Danny Thompson, Jacqui McShee, John Renbourn, Terry Cox) – Registrato in sessione alla BBC Radio il 18 agosto 1969
3. Light Flight – 1:56 (Bert Jansch, Danny Thompson, Jacqui McShee, John Renbourn, Terry Cox) – Registrato in sessione alla BBC Radio il 18 agosto 1969
4. People on the Highway – 5:18 (Bert Jansch, John Renbourn, Danny Thompson, Terry Cox, Jacqui McShee) – Registrato in sessione alla BBC Radio il 19 giugno 1972
5. No Love Is Sorrow – 2:56 (Bert Jansch, John Renbourn, Danny Thompson, Terry Cox, Jacqui McShee) – Registrato in sessione alla BBC Radio il 19 giugno 1972
6. Cherry Tree Carol – 2:59 (Brano tradizionale, arrangiamenti di B. Jansch, J. Renbourn, D. Thompson, T. Cox, J. McShee) – Registrato in sessione alla BBC Radio il 19 giugno 1972
7. Jump Baby Jump – 4:12 (Bert Jansch, John Renbourn, Danny Thompson, Terry Cox, Jacqui McShee) – Registrato in sessione alla BBC Radio il 19 giugno 1972
8. Lady of Carlisle – 4:12 (Brano tradizionale, arrangiamenti di B. Jansch, J. Renbourn, D. Thompson, T. Cox, J. McShee) – Registrato in sessione alla BBC Radio il 19 giugno 1972
9. Train Song – 4:09 (Bert Jansch, Danny Thompson, Jacqui McShee, John Renbourn, Terry Cox) – Registrato dal vivo alla BBC Radio il 20 giugno 1970
10. Hunting Song – 7:35 (Bert Jansch, Danny Thompson, Jacqui McShee, John Renbourn, Terry Cox) – Registrato dal vivo alla BBC Radio il 20 giugno 1970
11. Light Flight – 3:19 (Bert Jansch, Danny Thompson, Jacqui McShee, John Renbourn, Terry Cox) – Registrato dal vivo alla BBC Radio il 20 giugno 1970
12. In Time – 4:32 (Bert Jansch, Danny Thompson, John Renbourn, Terry Cox) – Registrato dal vivo alla BBC Radio il 20 giugno 1970
13. House Carpenter – 5:58 (Brano tradizionale, arrangiamenti di B. Jansch, J. Renbourn, D. Thompson, T. Cox, J. McShee) – Registrato dal vivo alla BBC Radio il 20 giugno 1970
14. I've Got a Feeling – 4:11 (Bert Jansch, Danny Thompson, Jacqui McShee, John Renbourn, Terry Cox) – Registrato dal vivo alla BBC Radio il 20 giugno 1970

## Musicisti
- Bert Jansch - voce, chitarra
- Bert Jansch - banjo (brano: 13)
- John Renbourn - voce, chitarra
- John Renbourn - sitar (brano: 13)
- Jacqui McShee - voce
- Danny Thompson - contrabbasso
- Terry Cox - batteria